# 논산소방서
논산소방서(論山消防署, Nonsan Fire Station)는 충청남도 논산시를 관할하는 충청남도 소방본부 산하의 소방서이다.
소방서장은 소방정으로 보한다.

## 연혁
- 1947년 4월 18일: 논산소방서 설치
- 1950년 5월 27일: 논산소방서 폐지[3]
- 1973년 대전소방서 논산파출소 개소
- 1989년 5월 6일 : 공주소방서 논산파출소 개소
- 1992년 8월 20일 : 공주소방서 금산파출소 개소
- 1995년 12월 15일 : 공주소방서 강경파출소 개소
- 1996년 11월 18일 : 공주소방서 논산119구조대 발대
- 1997년 9월 30일 : 논산소방서 재설치로 공주소방서로부터 분리
- 1997년 12월 15일 : 논산소방서 개서및 논산소방서119구조대발대
- 2003년 12월 20일 : 논산소방서 부여119구조대발대
- 2005년 1월 10일 : 부여소방서 분리
- 2005년 1월 18일 : 계룡파출소 개소
- 2006년 11월 30일 : 연무119안전센터 추부119안전센터 설치
- 2008년 1월 25일 : 금산소방서 금산.추부119안전센터 분리
- 2008년 1월 29일 : 반월119안전센터설치
- 2012년 12월 5일 : 연산119안전센터설치
- 2016년 7월 1일: 계룡소방서 분리

## 조직
| - 소방행정과 - 소방행정팀 - 예산장비팀 | - 재난대응과 - 대응총괄팀 - 구조구급팀 - 의용소방팀 | - 예방안전과 - 예방총괄팀 - 소방민원팀 - 화재안전조사팀 | - 현장대응단 - 현장지휘1팀 - 현장지휘2팀 - 현장지휘3팀 | - 119안전센터 - 내동119안전센터 - 강경119안전센터 - 연무119안전센터 - 반월119안전센터 - 연산119안전센터 - 119구조구급센터 |

## 관할센터 및 관할구역
논산소방서는 5개의 119안전센터와 1개의 구조구급센터를 산하에 두고 있다.
| 명칭                       | 사진 | 주소               | 관할구역                                        | 지역대                                    |
| -------------------------- | ---- | ------------------ | ----------------------------------------------- | ----------------------------------------- |
| 내동119안전센터            |      | 대학로 17          | 논산시 취암동 일부, 부창동 일부, 은진면, 부적면 |                                           |
| 반월119안전센터            |      | 해월로 155         | 논산시 취암동 일부, 부창동 일부, 광석면, 노성면 | 광석119지역대 노성119지역대               |
| 강경119안전센터            |      | 강경읍 동안로 3    | 논산시 강경읍, 성동면, 채운면                   | 성동119지역대                             |
| 연무119안전센터            |      | 연무읍 동안로 1137 | 논산시 연무읍, 가야곡면                         |                                           |
| 연산119안전센터            |      | 연산면 관창로 54   | 논산시 연산면, 별곡면, 상월면, 양촌면           | 벌곡119지역대 양촌119지역대 상월119지역대 |
| 논산소방서 119구조구급센터 |      | 대학로 17          | 충청남도 논산시 일원                            |                                           |

## 같이 보기
- 대한민국 소방청
- 대한민국의 소방
- 대한민국 소방공무원